# Maroviro
Maroviro est une commune urbaine malgache située dans la partie nord de la région d'Androy.